# Edward Van Sloan
Pour les articles homonymes, voir Sloan.
Edward Van Sloan est un acteur américain né le 1er novembre 1882 à Chaska, dans le Minnesota (États-Unis), mort à San Francisco, en Californie, le 6 mars 1964.

## Filmographie
- 1916 : Slander (en) de Will S. Davis : Joseph Tremaine
- 1931 : Dracula de Tod Browning : Abraham Van Helsing
- 1931 : Frankenstein de James Whale : Dr Waldman
- 1931 : Under 18 d'Archie Mayo : l'assistant de François
- 1931 : Manhattan Parade de Lloyd Bacon : l'avocat
- 1932 : Le Visage masqué (Behind the Mask) de John Francis Dillon : Dr August Steiner / Dr Alec Munsell / Mr. X
- 1932 : Play Girl de Ray Enright : Moffatt, le patron
- 1932 : Man Wanted de William Dieterle : Mr Walters
- 1932 : Forgotten Commandments (en) de Louis Gasnier et William Schorr : Docteur
- 1932 : La Foudre d'en bas (Thunder Below) de Richard Wallace : Docteur
- 1932 : Révolte à Sing Sing (The Last Mile) de Samuel Bischoff : Rabbi
- 1932 : The Death Kiss d'Edwin L. Marin : Tom Avery
- 1932 : La Momie (The Mummy) de Karl Freund : Dr Muller
- 1933 : The Billion Dollar Scandal (en) de Harry Joe Brown : Attorney Carp
- 1933 : Infernal Machine (en) de Marcel Varnel : Professeur Gustabve Hoffman
- 1933 : The World Gone Mad (en) de Christy Cabanne
- 1933 : Le Roi de la chaussure (The Working Man) de John G. Adolfi : Mr. Briggs
- 1933 : Trick for Trick (en) de Hamilton MacFadden : John Russell
- 1933 : La Soie écarlate (en) (The Silk Express) de Ray Enright : Mill Owner in Association
- 1933 : Liliane (Baby Face) d'Alfred E. Green : Jameson (le directeur de banque)
- 1933 : It's Great to Be Alive d'Alfred L. Werker : Dr Wilton
- 1933 : Déluge (The Deluge) de Felix E. Feist : Prof. Carlysle
- 1933 : Murder on the Campus de Richard Thorpe : Prof. C. Edson Hawley
- 1933 : Goodbye Love (en) de H. Bruce Humberstone : Judge
- 1933 : La Boule rouge (Blood Money) de Rowland Brown : Manager of department store
- 1934 : The Crosby Case (en) d'Edwin L. Marin : Prof. Franz Lubeck
- 1934 : L'Ennemi public no 1 (Manhattan Melodrama) de W. S. Van Dyke : Yacht Capt. Swenson
- 1934 : Le Calvaire de Flora Winters (The Life of Vergie Winters) d'Alfred Santell : Jim Winters
- 1934 : L'Impératrice rouge (The Scarlet Empress) de Josef von Sternberg : Herr Wagner
- 1934 : I'll Fix It (en) de Roy William Neill : Parkes
- 1934 : Mills of the Gods : Komeoski
- 1934 : Un homme qui se retrouve : Board Director
- 1935 : Grande Dame (Grand Old Girl) de John S. Robertson : Holland
- 1935 : A Shot in the Dark : Prof. Bostwick
- 1935 : La Dame en rouge (The Woman in Red) : Prosecuting Attorney Foxall
- 1935 : Death Flies East (en) de Phil Rosen : Dr O'Neill
- 1935 : Captain Hurricane (en) de John S. Robertson : Extra at Susan Ann's Bedside
- 1935 : Air Hawks (en) d'Albert S. Rogell : Professor Schulter
- 1935 : The Arizonian de Charles Vidor : Judge Cody
- 1935 : Le Baron Gregor (The Black Room) : Doctor
- 1935 : Les Derniers Jours de Pompéi (The Last Days of Pompeii) : Calvus
- 1935 : Cinquante mille dollars morte ou vive (Three Kids and a Queen) d'Edward Ludwig : Doctor Gordon
- 1935 : Grand Exit (en) d'Erle C. Kenton : Klorer
- 1935 : La Vie de Louis Pasteur (The Story of Louis Pasteur) : Chairman
- 1936 : Road Gang (en) : Mr. Dudley (lawyer)
- 1936 : La Fille de Dracula (Dracula's Daughter) : Abraham Van Helsing
- 1936 : Fatal Lady (en) : French Surete
- 1936 : Le Chant des cloches (Sins of Man) d'Otto Brower et Gregory Ratoff : Austrian Army Doctor
- 1937 : Un homme qui se retrouve : Medical Board Doctor
- 1937 : Après (The Road Back) : Président
- 1938 : Penitentiary : Binewulf
- 1938 : That Mothers Might Live : Hospital Chief of Staff
- 1938 : Frou-Frou (The Toy Wife) de Richard Thorpe : Vieil homme
- 1938 : Danger on the Air (en) : Dr leonard Sylvester, Charlatan
- 1938 : Campus Confessions : Professor
- 1938 : Tempête sur le Bengale (Storm Over Bengal) : Maharajah
- 1939 : The Phantom Creeps (en) : Jarvis (spy chief)
- 1939 : Lune de miel à Bali (Honeymoon in Bali) : Priest on Bali
- 1940 : Abraham Lincoln (Abe Lincoln in Illinois) : Dr Barrett
- 1940 : Teddy, the Rough Rider de Ray Enright : Elihu Root, Secretary of State
- 1940 : Le docteur se marie (The Doctor Takes a Wife) d'Alexander Hall : Burkhardt
- 1940 : The Secret Seven (en) : Prof. Holtz
- 1940 : Before I Hang : Dr Ralph Howard
- 1941 : Virginia d'Edward H. Griffith : Ministre
- 1941 : Cheers for Miss Bishop
- 1941 : The Monster and the Girl (en) de Stuart Heisler : Warden
- 1941 : Folie douce (Love Crazy) : Sanity Hearing Doctor
- 1941 : La Rose blanche (The Men in Her Life) : First Doctor
- 1942 : A Man's World (en) : Doc Stone
- 1942 : Destination Unknown (en) : German Staffman
- 1942 : Valley of Hunted Men (en) : Dr Heinrich Steiner
- 1943 : Les Enfants d'Hitler (Hitler's Children) : Chief Tribunal Judge
- 1943 : Mission à Moscou (Mission to Moscow) : German Diplomat in Berlin
- 1943 : Riders of the Rio Grande (en) : Pop Owens
- 1943 : Submarine Alert (en) de Frank McDonald : Dr Johann Bergstrom
- 1943 : The Masked Marvel (en) : Prof. A.M. MacRae [Ch. 7]
- 1943 : Le Chant de Bernadette (The Song of Bernadette) : Doctor
- 1944 : Captain America : Gregory, Lyman's Aide [Chs. 1-2]
- 1944 : Le Porte-avions X (Wing and a Prayer) : Admiral
- 1944 : Les Conspirateurs (The Conspirators) : Dutch Underground Leader
- 1944 : End of the Road (en) : Judge
- 1945 : I'll Remember April (en)
- 1946 : Le Masque de Dijon : Sheffield
- 1946 : Betty Co-Ed (en) : A.J.A. Woodruff
- 1948 : La Scandaleuse de Berlin (A Foreign Affair) : l'allemand
- 1948 : Verdict secret (Sealed Verdict) : Prêtre
- 1950 : This Side of the Law (en) : Juge
- 1950 : Corruption (The Underworld Story) de Cy Endfield : Ministre aux funérailles